# The Horn Book Magazine
The Horn Book Magazine – amerykański dwumiesięcznik poświęcony literaturze dziecięcej i młodzieżowej. Horn Book Magazine został zakupiony przez Media Source Inc. (MSI)  w 2009 roku.
Założony został w Bostonie w 1924. Zaczynał jako lista proponowanych książek dla najmłodszy czytelników zestawionych przez Berthę Mahony Miller i Elinor Whitney Field, właścicielem pierwszej księgarni z książkami dla dzieci The Bookshop for Boys and Girls, otwartej w 1916 roku w Bostonie w ramach projektu Women’s Educational and Industrial Union. Księgarnię zamknięto w 1936, lecz kontynuowano wydawanie Magazine.
W każdym numerze The Horn Book Magazine znajdują się informacje poświęcone trendom i wydarzeniom w literaturze dziecięcej oraz recenzje książek. Numer ze stycznia-lutego zawiera przemowy zwycięzców Boston Globe-Horn Book Award, a numery lipcowo-sierpniowy przemowy zdobywców Newbery Medal i Caldecott Medal.